# Giunio
Giunio  è un nome proprio di persona italiano maschile.

## Varianti
- Femminili: Giunia

### Varianti in altre lingue
- Greco biblico
  - Femminili: Ιουνια (Iounia)[1]
- Latino: Junius[2][3], Iunius[2]
  - Femminili: Junia[1], Iunia[1]

## Origine e diffusione
Continua il cognomen romano Junius, proprio della Gens Iunia, forse derivato dal nome della dea romana Giunone (il che lo renderebbe etimologicamente affine ai nomi Giunone e June), o forse basato sul termine iuvenis, "giovane".
Venne portato da molti politici romani, fra i quali si ricordano in particolare Lucio Giunio Bruto, fondatore della Repubblica di Roma, e Marco Giunio Bruto, figlio adottivo di Cesare e uno dei suoi assassini. La forma femminile appare nel Nuovo Testamento quando Paolo di Tarso, nella sua lettera ai Romani (16:7), saluta Andronico e Giunia (probabilmente marito e moglie, anche se vi è chi ha suggerito che in questo caso "Giunia" fosse usato al maschile).

## Onomastico
L'onomastico si può festeggiare in memoria della già citata Giunia che, assieme ad Andronico, viene commemorata il 17 maggio dalla Chiesa ortodossa e il 30 giugno da quella cattolica.

## Persone

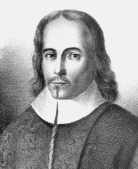
Giunio Palmotta

- Giunio Fedreghini, schermidore italiano
- Giunio Palmotta, drammaturgo, poeta e traduttore croato

### Antichi romani
- Giunio Annio Basso, politico romano
- Giunio Basso, politico romano
- Lucio Giunio Bruto, fondatore della Repubblica di Roma
- Marco Giunio Bruto, politico romano
- Giunio Flaviano, politico romano
- Decimo Giunio Giovenale, poeta e retore romano
- Giunio Quarto Palladio, politico romano
- Giunio Tiberiano, politico romano
- Giunio Valentino, praefectus urbi romano
- Giunio Veldumniano, politico romano

### Altre varianti
- Junio Valerio Borghese, militare e politico italiano
- Junius Coston, giocatore di football americano statunitense
- Junius Matthews, attore e doppiatore statunitense

### Variante femminile Giunia
- Giunia Calvina, nobildonna romana
- Giunia Claudia, prima moglie di Caligola
- Giunia Seconda, figlia di Decimo Giunio Silano
- Giunia Terzia, figlia di Decimo Giunio Silano